# Georg Schreiner

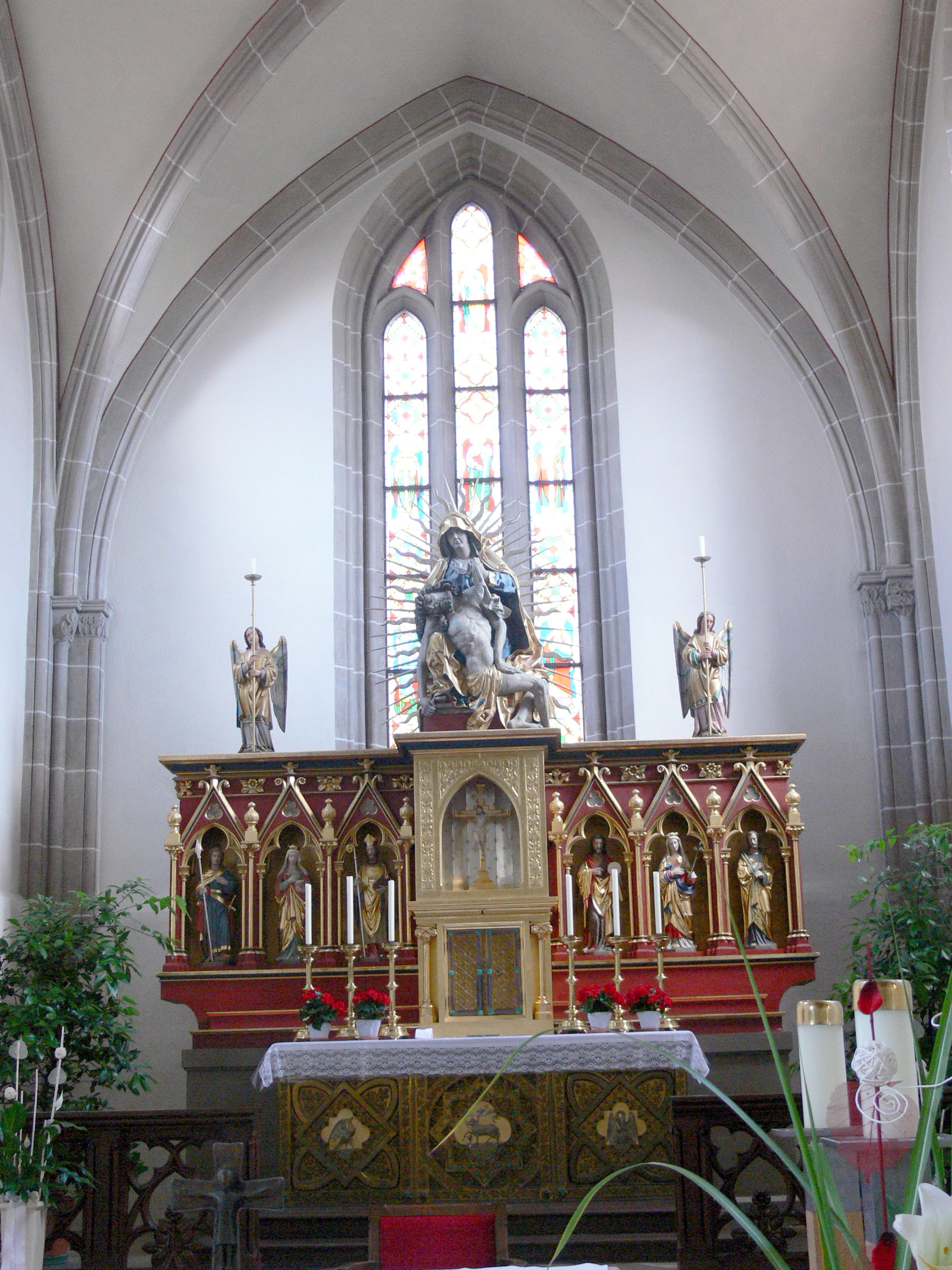
Wolframs-Eschenbach - ołtarz w kościele Liebfrauenmünster

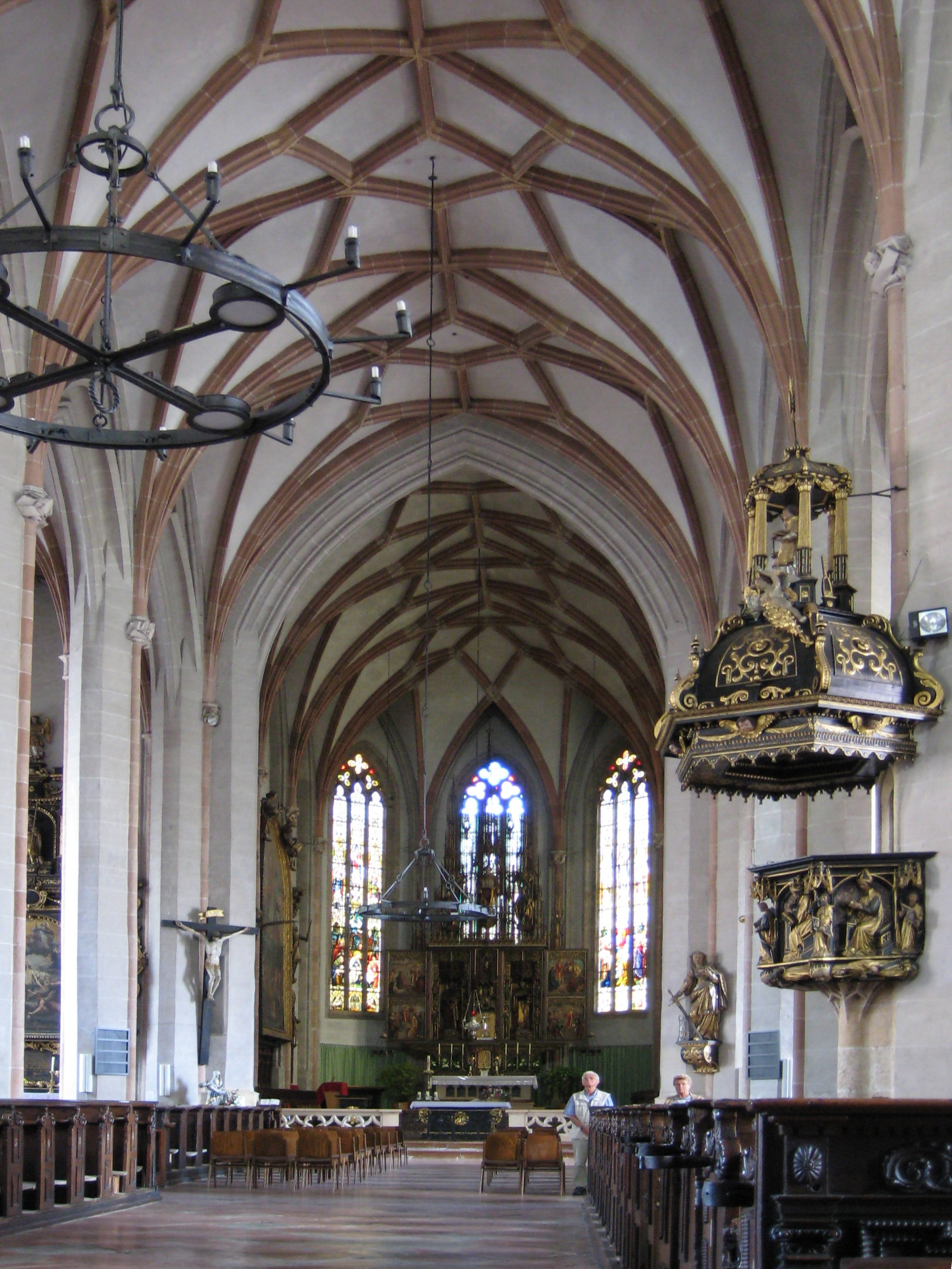
Braunau am Inn

Georg Schreiner (ur. 1871, zm. ?) – niemiecki rzeźbiarz z Ratyzbony.
Autor ołtarzy w:
- kościele NMP (Liebfrauenmünster) w Wolframs-Eschenbach,
- kościele św. Szczepana w Braunau am Inn,
- kościele Bożego Ciała w Prenzlauer Berg[1],
- kościele św. Jacka w Bytomiu,
- kościele św. Jadwigi Śląskiej i św. Jakuba Apostoła w Lusowie[2],
- kościele Matki Bożej Wspomożenia Wiernych w Kluczborku (ul. M. Skłodowskiej-Curie 8), ok. 1912,
- kościele Najświętszego Serca Pana Jezusa w Rokitnicy[3].

Wykonał także stalle dla kościoła karmelitów w Straubing, wzorowane na odlewach z kościoła San Giorgio Maggiore w Wenecji autorstwa Girolama Campagni. W jego warsztacie pracował m.in. Guido Martini.